# Sebba Airport
Sebba Airport är en flygplats i Burkina Faso.   Den ligger i provinsen Province du Yagha och regionen Sahel, i den östra delen av landet, 250 km nordost om huvudstaden Ouagadougou. Sebba Airport ligger 253 meter över havet.
Terrängen runt Sebba Airport är platt. Runt Sebba Airport är det ganska glesbefolkat, med 30 invånare per kvadratkilometer.. Närmaste större samhälle är Déssé, 14,2 km öster om Sebba Airport.
Trakten runt Sebba Airport består i huvudsak av gräsmarker.